# Bachl-Chor
Der Bachl-Chor ist ein österreichischer, gemischter Chor aus Linz.

## Gründung und Entwicklung
Der Chor wurde vom Linzer Musiklehrer Hans Bachl im Jahr 1950 als Sing- und Spielgruppe O.Ö. Lehrer gegründet. Später nannte sich der Chor Bachl-Chor. Das Repertoire des Chors besteht aus Werken traditioneller und neuer Chormusik mit dem Schwerpunkt der Pflege des oberösterreichischen Volkstums.
In den Jahren 1951 und 1952 nahm der Chor an den internationalen Festspielen in Llangollen teil und wurde mit dem 1. und 3. Preis für Volksmusik und Volkstanz ausgezeichnet. Zahlreiche Konzertreisen führten nach Frankreich, in die Schweiz, die Niederlande, Deutschland, Südtirol, Finnland und Norwegen und in alle Erdteile.
Seit 1976 wird das traditionelle Adventsingen des Bachl-Chors im Linzer Brucknerhaus und der Stadtpfarrkirche veranstaltet.

## Leiter
- 1950–1985: Hans Bachl
- 1985–2018: Harald Pill
- 2018–2022: Felix Hornbachner
- seit Februar 2022: Christian Schmidbauer

## Diskographie (Auswahl)
- Unbekanntes Jahr: Besinnliches (LP, Ringstrasse Records)